# ヘイ・ユー
「ヘイ・ユー」(Hey You) は、マドンナの楽曲。

## 概要
同年に開催されたチャリティーコンサート「ライブ・アース」の為に制作された楽曲で、チャリティーシングルとしてもリリースされた。シングルは「ライブ・アース」のオフィシャルサイトにて1週間限定の無料ダウンロードも実施された。
マドンナが単独で作詞作曲を行い、プロデューサーをファレル・ウィリアムスが務めた。

## トラックリスト
1. ヘイ・ユー - 4:12

## クレジット
- マドンナ - ソングライター、ボーカル
- ミルウェイズ・アマッザイ - ギター
- ファレル・ウィリアムス - プロデュース、ギター、キーボード